# 同級生2
《同級生2》是élf在1995年1月31日發售的戀愛冒險類型成人遊戲。
2024年2月21日FG REMAKE宣布将推出重制版，《同级生2Remake》（同級生2リメイク）于2024年6月28日发售。

## 概要
故事以"八十八学园"高三学生"龙之介"（角色默认名，实际可变）的视角讲述。“序章”是以互动图文小说形式呈现，对龙之介生活中的主要关系者，包括家人和师生，同学关系做出介绍。
龙之介作为大情大性，擅长打架，运动（包括床上运动）的捣蛋男学生，在八十八学园名气很大，亦有很多离奇的传闻。学校不少女生都对龙之介报有好感，但并没有明确的恋人关系。
龙之介的家庭构成也非同寻常，其父常年在海外从事考古工作，母早亡，当下是和父亲女性好友美佐子（近似于继母）和美佐子之女鸣则唯同住。龙之介和鸣则唯作为事实的义兄妹，关系尤其微妙。
高中即将毕业，龙之介面临中学最后的寒假，对前途却毫无头绪（主要是因他学业较差）。在为期两周的寒假里，龙之介会有机会和一名女子确定关系，并顺带解决前途去向问题。
游戏的正戏主要是龙之介寒假期间在八十八町和邻近的如月町游荡，借以创造和不同女性角色互动和搭讪的条件。目标是最终与一名女角确定关系，日后结婚，职业规划亦会受女友影响而明确。达到此目的要点是挫败同性情敌，防止女角间争风吃醋而破坏进展，以及积累足够的行动资金。
如到寒假结束没有达成这一目标，则视为坏结局，即龙之介会感情前途两茫茫，宣告青春以失败收场。

## 人物介紹
聲優名單順序為SEGA Saturn版/PlayStation版/OVA版/OVA版《卒業生》/廣播劇版/原聲帶CD迷你廣播劇版。Windows 95版/DMM版/PC-FX版聲優名單不公開。

### 主要角色
龍之介（遊戲預設名字）、近藤誠（OVA）、沖田等（廣播劇）
聲優：- / - / 菊池正美 / - / 鳥海勝美 / 關智一
本作的男主角，八十八學園3年B班學生。八十八學園創校以來有名的問題學生。
鳴澤唯
聲優：松下美由紀 / 同左 / 橘光 / 村井每早 / 橘光 / 長谷川洋子
美佐子的女兒，8歲時就跟隨母親和龍之介同居。
水野友美
聲優：矢島晶子 / 同左 / 石津彩 / 熊谷ニーナ/ - / 吉田悠希
住在龍之介家隔壁的青梅竹馬和同學，醫療機器公司社長的女兒，眼鏡娘。
篠原いずみ(篠原泉美)
聲優：折笠愛 / 同左 / 伊藤美紀 / -/ - / 本村真生
篠原重工社長的女兒，龍之介的同學，八十八學園弓道社社長。
舞島可憐
聲優：高田由美 / 同左 / 矢島晶子 / 同左 / 同左 / 長澤美樹
龍之介的同學，8歲就進入演藝圈的偶像藝人。
加藤みのり(加藤美紀)
聲優：淺田葉子 / 同左 / 佐藤美佳子 / - / 同左 / 茂呂田薰
龍之介的同學，戴眼鏡時外貌不起眼的眼鏡娘。以假身分「鈴木ひろ子」(鈴木裕子)在便利商店打工負擔家計。
南川洋子
聲優：中村尚子 / 菊池泉 / - / 木藤聰子/ - / 中村貴子
龍之介的同學，機車店的獨生女。
杉本櫻子
聲優：深雪早苗 / 同左 / 今井由香 / 淺田葉子 / 同左 / 高萩晴子
罹患不明疾病而在3年前就長期住院的少女，原本應該是和男主角同校同年級的學生。
鳴澤美佐子
聲優：田中敦子 / 同左 / 井上喜久子（第9章以後為山田美穗） / 山田美穗 / 井上喜久子 / -
唯的母親，龍之介的繼母。
都築こずえ(都築梢江)
聲優：吉田古奈美 / 同左 / 柳原美和 / 同左 / - / 柳原美和
八十八學園一年級學生，圖書委員和網球社社員。
片桐美鈴
聲優：勝生真沙子 / 同左 / 吳林卓美 / - / - / 久末絹代
八十八學園的日文老師，龍之介的班級老師。
野野村美里
聲優：水澤潤 / 同左 / 安達まり / 同左 / - / -
入梅興業車掌小姐。
田中美沙
聲優：興梠里美 / 同左 / 同左 / - / 興梠里美 / 小野寺麻理子
《同級生》女主角之一，本作登場時是體育大學二年級學生。
安田愛美
聲優：山田美穗 / 同左 / - / 菊池泉 / - / -
聖花園幼稚園的保母。
永島久美子
聲優：金井美香 / 同左 / 本井英美 / 同左 / 同左 / -
佐知子的女兒，很嚮往都市的生活。
永島佐知子
聲優：瀧澤久美子 / 同左 / 山口由里子 / 同左 / - / -
永島旅館第5代老闆娘，寡婦。
西御寺静乃
聲優：藤野薰
有友的同父異母妹妹，國中三年級學生，PS版的新角色。
山本律子
聲優：手塚千春
可憐所屬經紀公司的搖滾樂手，PS版的新角色。
南雲麻耶
如月神社神主的孫女，如月神社巫女，SFC版的新角色。

### 其他角色
西御寺有友
聲優：綠川光 / 結城比呂 / 一條和矢 / - / - / -
西御寺財閥的少爺，靜乃的同父異母哥哥。
長岡芳樹
聲優：千葉一伸 / 同左 / 室園丈裕 / 同左 / 同左 / -
八十八學園攝影社社長兼唯一社員，喜歡偷拍女孩子裙底風光。
川尻あきら
聲優：石井康嗣 / 同左 / 川津泰彥 / - / - / -
男主角的同學和朋友，柔道社社員。
天道新幹線
聲優：藤原啟治 / 同左 / 江川央生 / - / - / -
八十八學園體育老師兼柔道社顧問，對愛美一見鍾情而展開追求。
青蛙大叔
聲優：西村知道 / - / - / - / - / -
本名不明的中年上班族。
龍二
聲優：細井治 / - / - / - / - / -
本名不明，ひろ子打工的便利商店店員。
變質者
聲優：岡和男 / - / - / - / - / -
本名不明，在八十八公園偷襲唯。
ひかり
聲優：石井直子 / - / 勝生真沙子 / 同左 / 同左 / -
本名不明，可憐的經紀人，將親近可憐的男主角視為危險人物。
怒り野ボツ子
聲優：山崎和佳奈 / - / 橘U子 / - / - / -
綁龜甲縛或穿森巴服裝，從深夜到早上於八十八町徘徊。

## OVA

### 同級生2
《同級生2》OVA版是在1996年3月22日開始發售，原本預定出9集，因為銷量還不錯而再繼續出10～12集。OVA後來改編成電視動畫，在1998年7月2日到8月27日播放，全部共9集。2013年6月28日發售合集《同級生2 DVD Perfect Collection》，收錄《同級生2》和《同級生2 Special 卒業生》。

#### 各話列表
| 話數 | 標題 | VHS發售日      | DVD發售日      | TV版發售日     |
| ---- | ---- | -------------- | -------------- | -------------- |
| 1    |      | 1996年3月22日  | 1999年12月10日 | 1998年11月27日 |
| 2    |      | 1996年6月28日  | 1999年12月10日 | 1998年11月27日 |
| 3    |      | 1996年9月27日  | 2000年1月14日  | 1998年11月27日 |
| 4    |      | 1996年12月24日 | 2000年1月14日  | 1998年12月18日 |
| 5    |      | 1997年3月28日  | 2000年2月4日   | 1998年12月18日 |
| 6    |      | 1997年6月27日  | 2000年2月4日   | 1998年12月18日 |
| 7    |      | 1997年9月26日  | 2000年3月10日  | 1998年12月18日 |
| 8    |      | 1997年12月19日 | 2000年3月10日  | 1998年12月18日 |
| 9    |      | 1998年2月27日  | 2000年4月7日   | 1998年12月18日 |
| 10   |      | 1998年6月26日  | 2000年4月7日   | TV版未播放     |
| 11   |      | 1998年9月25日  | 2000年4月28日  | TV版未播放     |
| 12   |      | 1998年12月18日 | 2000年4月28日  | TV版未播放     |

#### 工作人員
- 原作：蛭田昌人（élf）[9]
- 劇本：影山楙倫、ももいあきら（僅《卒業生》）
- 監製：Dr.POCHI
- 角色原案：竹井正樹
- 角色設計：りんしん
- 演出：小川浩
- 作畫監督：りんしん、廣田正志、高木信一郎、山元浩、渡邊和男
- 美術監督：池端茂
- 色彩設定：つだあつこ
- 攝影監督：池下元春
- 音響監督：鶴岡陽太
- 音樂：TORSTEN RASCH
- 製作人：乱交太郎
- 監督：杜野幼青、山元浩（僅《卒業生》）
- 動畫製作：KSS、Pink Pineapple、KSSME

#### 電視台
日本深夜動畫：下文記載的日本国内播放時間使用日本標準時間（UTC+9）表示。因為部分時間标识會採用30小时制，因此請留意这类超过24:00的时间，其實際播放時間為翌日清晨。
| 播放地區 | 電視台           | 播放時間            | 聯播網  |
| -------- | ---------------- | ------------------- | ------- |
| 兵庫縣   | サンテレビ       | 星期四 24:35～25:05 | 独立UHF |
| 京都府   | KBS京都          | 星期二 24:00～24:30 | 独立UHF |
| 神奈川縣 | テレビ神奈川     | 星期二 24:40～25:10 | 独立UHF |
| 千葉縣   | 千葉テレビ       | 星期四 24:30～25:00 | 独立UHF |
| 埼玉縣   | テレビ埼玉       | 星期日 24:00～24:30 | 独立UHF |
| 愛知縣   | テレビ愛知       | 星期一 26:00～26:30 | TXN     |
| 福岡縣   | TXN九州          | 星期一 25:40～26:10 | TXN     |
| 北海道   | テレビ北海道     | 星期四 25:30～26:00 | TXN     |
| 廣島縣   | 広島ホームテレビ | 星期六 25:40～26:10 | ANN     |
| 静岡縣   | 静岡放送         | 星期二 25:30～26:00 | JNN     |
| 新潟縣   | 新潟放送         | 星期四 25:30～26:00 | JNN     |

### 同級生2 Special 卒業生
因為《同級生2》OVA銷量還不錯，所以在1999年9月10日開始發售外傳《卒業生》OVA，共3集。

#### 各話列表
| 話數 | 標題 | VHS發售日      | DVD發售日      |
| ---- | ---- | -------------- | -------------- |
| 1    |      | 1999年8月27日  | 1999年9月10日  |
| 2    |      | 1999年11月26日 | 1999年12月10日 |
| 3    |      | 2000年2月25日  | 2000年3月10日  |

#### 工作人員
- 原作：蛭田昌人[12]
- 劇本：ももいさくら
- 角色設計：さかいあきお、りんしん
- 作畫監督：渡辺和男（1、2）、さかいあきお（3）、高橋丈夫（3）
- 音響監督：高桑一
- 分鏡：さかいあきお
- 製作人：あらかわまさのぶ
- 監督：さかいあきお
- 動畫製作：PPプロジェクト、IMAGIN

## 相關商品

### CD
- [13]

發售日：1997年2月25日
發售日：1997年8月29日
發售日：1997年9月26日
發售日：1998年12月23日
發售日：1998年12月23日
發售日：1998年12月23日
發售日：1998年12月23日

### 書籍
- 同級生2 完全ガイド

出版社：辰巳出版　發售日：1995年4月　ISBN 978-4886411921
- 同級生2 公式ビジュアル ゲームガイド

出版社：辰巳出版　發售日：1997年11月　ISBN 978-4886412683

### 中文版本
Windows中文版由歡樂盒代理，是將DOS版（一般將DOS/V版與PC-9801版統稱DOS版）加了中文配音而成的版本（色盤只有16色，即可證明），一般版售價新台幣680元，附贈「同級生合唱團」一張音樂專輯CD；但Windows中文版評價極差，附贈的CD更成為同級生合唱團唯一的專輯。
大陆爱好者多年后制作了以声画更好的原生Win版为基础的民间汉化版本，在互联网发布。文本以欢乐盒版为基础，配音采用日文原声。

## 外部連結
- elf（日語）
- 同级生2Remake官方網站 （页面存档备份，存于）（日語）